# معجم رجال الحدیث
معجم رجال الحدیث و تفصیل طبقات الرواه کتابی است تألیف سید ابوالقاسم خویی در شرح حال ۱۵۶۷۶ تن از راویان حدیث شیعه. مولف در این کتاب اساتید، شاگردان و احادیث افراد در کتب اربعه را ذکر کرده‌است.
خویی در مقدمه این کتاب ضمن برشمردن اهمیت علم رجال، معیارهای وثاقت احادیث و راویان را ذکر می‌کند. بحثی هم به صحت احادیث کتب اربعه شیعه اختصاص داده‌شده‌است.

## کتابی گروهی
مرحوم خویی در این اثر چند تن از شاگردان خویش را به عنوان همکار و کمک‌کننده در اختیار داشت. کسانی چون مرحوم حکمی، شیخ محمد مظفری قزوینی، شیخ غلامرضا عرفانیان و عده ای دیگر. در واقع این اثر یک تألیف گروهی است به مانند بحارالانوار علامه مجلسی که با کمک عده ای چون نعمت‌الله جزایری و آمنه بیگم مجلسی و... با نظارات اصلی علامه محمدباقر مجلسی پدید آمد.